# Splitska deklaracija
Splitska deklaracija ili Splitski sporazum, dokument je koji su 22. srpnja 1995. potpisali hrvatski predsjednik Franjo Tuđman i predsjednik Bosne i Hercegovine Alija Izetbegović, a kojom je Oružanim snagama Republike Hrvatske formalno omogućeno korištenje teritorija BiH u svrhu zajedničke borbe protiv oružanih formacija Republike Srpske.
Puni je naziv potpisane deklaracije „Deklaracija o oživotvorenju Sporazuma iz Washingtona, zajedničkoj obrani od srpske agresije i postizanje političkog rješenja sukladno naporima međunarodne zajednice“. 
Dogovoreno je zajedničko i koordinirano djelovanje hrvatskih snaga i snaga Armije BiH. Posredovao je, uz blagoslov Washingtona, tadašnji turski predsjednik Süleyman Demirel.

## Vanjske poveznice
- Zbirka međunarodnih ugovora između Republike Hrvatske i Bosne i Hercegovine na web stranicama Ministarstva vanjskih poslova  Arhivirana inačica izvorne stranice od 31. ožujka 2008. (Wayback Machine)